# Boris Gulko (szachista)
Boris Francewicz Gulko, ros. Борис Францевич Гулько (ur. 9 lutego 1947 w Erfurcie) – amerykański, a  wcześniej radziecki szachista i trener szachowy żydowskiego pochodzenia (FIDE Senior Trainer od 2004), arcymistrz od 1976 roku.

## Kariera szachowa

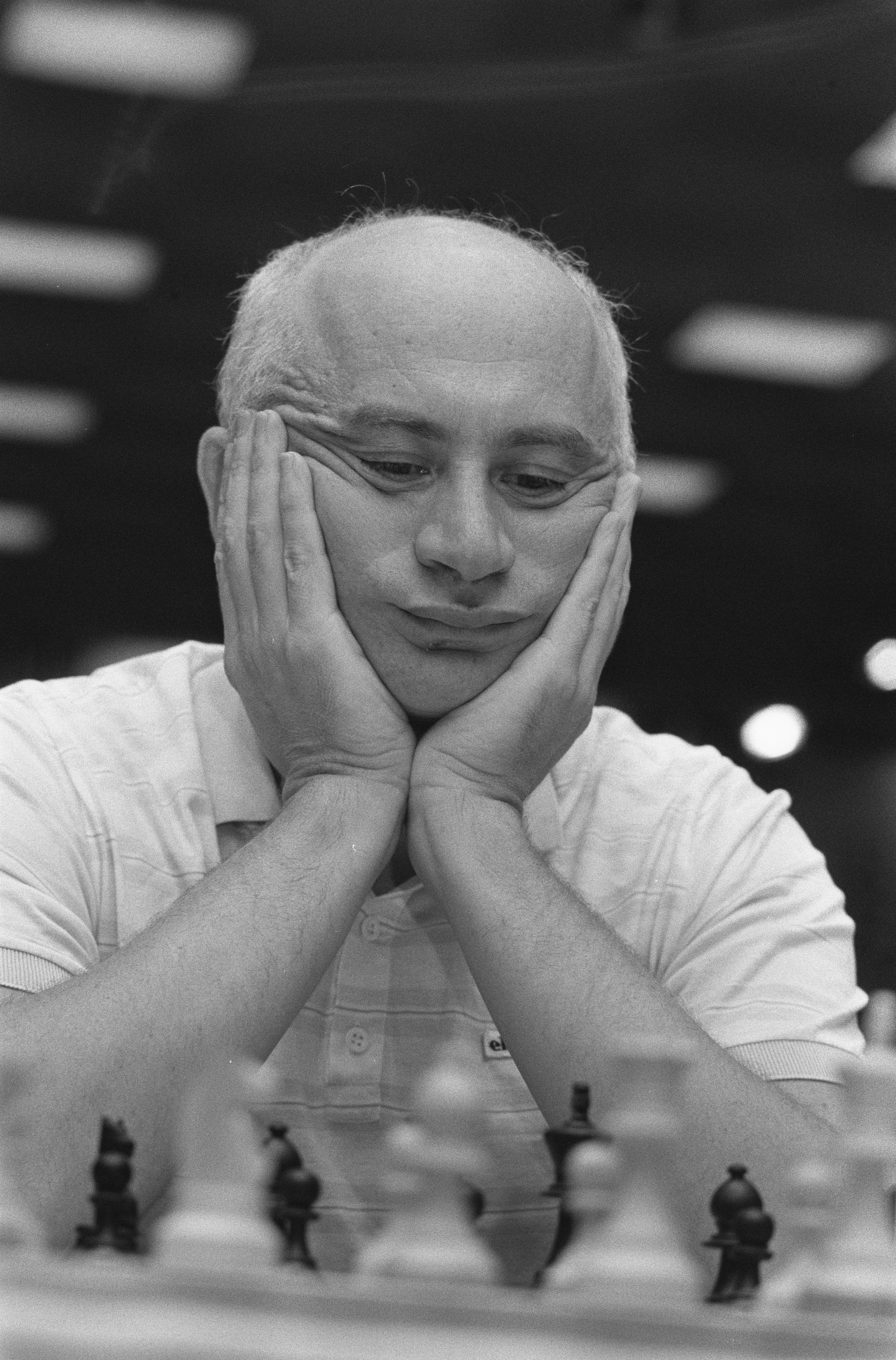
Boris Gulko, Amsterdam 1987

Urodził się w Niemczech w czasie, gdy jego ojciec (żołnierz Armii Radzieckiej) stacjonował w Turyngii. W szachy zaczął grać na początku lat 60., zaś pierwsze sukcesy osiągnął w połowie lat 70. W 1974 wygrał (wraz z Janem Timmanem) turniej w Somborze. W 1976 zwyciężył w memoriale Jose Raula Capablanki w Cienfuegos oraz wystąpił w turnieju międzystrefowym w Biel. W następnym roku zwyciężył (wspólnie z Josifem Dorfmanem) w mistrzostwach Związku Radzieckiego w Leningradzie.
Od 1978 znajdował się w ciągłym konflikcie z komunistycznymi władzami po tym, jak złożył wraz z żoną, arcymistrzynią szachową Anną Achszarumową, wniosek o pozwolenie na wyjazd za granicę. Po długotrwałych represjach (był m.in. aresztowany i pobity przez agentów KGB), otrzymał w 1986 zgodę na wyjazd i, poprzez Izrael, wyemigrował do Stanów Zjednoczonych Poza amerykańskim, otrzymał też paszport izraelski.
W kolejnych latach odniósł szereg sukcesów, między innymi zwyciężył w turniejach Biel (1987 i 1988, wspólnie z Ivanem Sokolovem) i León (1992). W 1993 w Groningen zajął VI miejsce i awansował do meczów pretendentów organizacji PCA, ulegając jednak 5½ : 6½ Nigelowi Shortowi w I rundzie w spotkaniu rozegranym w 1994 w Nowym Jorku. W latach 1994 i 1999 był mistrzem Stanów Zjednoczonych. W 1996 zwyciężył w Las Palmas, a w 1998 w Konie (wspólnie z Judit Polgár). Na mistrzostwach świata FIDE systemem pucharowym w 2000 w Nowym Delhi dotarł do IV rundy, w której przegrał z Jewgienijem Bariejewem. W 2000 podzielił I miejsce (wspólnie z Larsem Bo Hansenem i Jonnym Hectorem) w turnieju Politiken Cup w Kopenhadze, w 2001 zwyciężył (wspólnie z Janem Timmanem) w Malmö (turniej Sigeman & Co), natomiast w 2003 podzielił I miejsce w otwartym turnieju w Willemstad (sukces ten powtórzył również w 2005).
W latach 1978–2004 dziesięciokrotnie wystąpił na olimpiadach szachowych, przy czym raz w barwach ZSRR (1978). W swoim dorobku posiada cztery medale drużynowe: trzy srebrne (zdobyte w latach 1978, 1990 i 1998) oraz brązowy z 1996. Jest również drużynowym mistrzem świata z 1993. W rozgrywkach tych zdobył jeszcze dwa medale (srebrny wraz z drużyną w 1997 i brązowy indywidualnie w 1993).
W 2004 r. opublikował list otwarty do prezydenta FIDE Kirsana Ilumżynowa, w którym zwrócił uwagę, na antyżydowskie stanowisko przewodniczącego libiskiego komitetu organizacyjnego szachowych mistrzostw świata w 2004 r. Ostatecznie wycofał się z udziału z tych zawodów, a w geście solidarności podobnie postąpili Aleksandr Szabałow i Aleksander Oniszczuk.
Najwyższy wynik rankingowy w karierze osiągnął 1 stycznia 2000; mając 2644 punktów, dzielił wówczas 36. miejsce (wspólnie z Walerijem Sałowem) na światowej liście FIDE, zajmując jednocześnie 2. miejsce (za Yasserem Seirawanem) wśród szachistów amerykańskich.